# Manochlamys albicans
Manochlamys albicans là loài thực vật có hoa thuộc họ Dền. Loài này được Aellen mô tả khoa học đầu tiên năm.